# Protectorat général pour pacifier le Nord
Le Protectorat Général pour Pacifier le Nord ou Grand Protectorat Général pour Pacifier le Nord (647 – 784) est un gouvernement militaire chinois établi par la dynastie Tang en 647 pour pacifier et gouverner l'ancien territoire des Xueyantuo, soit une zone qui s'étend du lac Baïkal au nord jusqu'au désert de Gobi au sud, et des monts Khingan à l'est jusqu'aux monts Altaï à l'Ouest.
Dans un premier temps, le siège militaire et administratif de ce protectorat est établi à Shanyu Tai, sur le versant nord de Lang Shan, au sud-ouest de l'actuelle Bannière centrale d'Urad. Il est ensuite déplacé à Hanhai, à proximité des rives de la rivière Orkhon, où il est contrôlé par les Ouïghours au lieu des Chinois. Peu après ce déménagement, il est renommé Protectorat d'Anbei. Le siège du protectorat reste à Hanhai jusqu'en l'an 687.

## Histoire
En 646, la dynastie Tang conquiert le khanat des Xuyantuo et le 9 janvier 647, 13 tribus des peuples Ouïghour et Tiele se rendent aux Tang. L'empereur Tang Taizong les organise en les répartissant entre six commanderies et sept Zhou tributaires sous le système Jimi. Les six commanderies nouvellement créées sont celles de Hanhai (翰海府), Jinwei (金微府), Yemsi (燕然府), Youling (幽陵府), Guilin (龜林府) et Lushan (盧山府). Les sept Zhou sont ceux de Gaolan (皐蘭州), Gaoque (高闕州), Jilu (雞鹿州), Jitian (雞田州), Yuxi (榆溪州), Dailin (蹛林州) et Douyan (竇顏州). Collectivement, ces derniers sont connus sous le nom de «circuit de Cantian Khan». Le 10 avril, l'empereur crée le Protectorat Yemsi, dont le siège se trouve sur les contreforts du plateau Shanyu, au sud-ouest de l'actuelle Bannière centrale d'Urad, et la gestion des 13 tribus est confiée à Li Suli (李素立), qui devient le premier Protecteur Général du nouveau Protectorat. Suli reste à ce poste de 647 à 649.
Le 5 février 663, le protectorat de Yemsi est rebaptisé protectorat d'Hanhai, puis en août 669, il prend le nom de Protectorat Général pour Pacifier le Nord, aussi connu sous le nom d'Anbei Duhufu. Son siège est déplacé dans la ville de Datong, qui se situe dans l'actuelle Bannière d'Ejin.
Si au début les Chinois contrôlent la région sans rencontrer trop de problèmes, les choses changent avec la fondation du second khaganat turc par Ashina Qutlugh. À partir de 682, ce dernier lance régulièrement d'importantes razzias contre les territoires de la dynastie Tang, et tout particulièrement contre le Protectorat Général pour Pacifier le Nord. Les Chinois ne réussissent pas à contrer les attaques des Turcs, la dynastie Tang étant affaiblie par une instabilité politique croissante. En effet, Tang Gaozong, le fils et successeur de Taizong, meurt en décembre 683. Entre sa mort et la prise du pouvoir par l'impératrice Wu Zeitan le 16 octobre 690, trois empereurs se succèdent sur le trône, aucun n'ayant le temps et/ou les moyens de vraiment se pencher sur les problèmes de l'empire. Une des conséquences de cet affaiblissement est qu'en 687, la multiplication des incursions turques oblige les Chinois à déplacer le siège du protectorat de Datong à la ville de Xi'an, qui se situe près de l'actuel Xian de Minle. Cette nouvelle localisation est très provisoire, car dès 698, le siège est à nouveau déplacé, cette fois-ci à Yunzhong, près de l'actuel Xian de Horinger, avant de redéménager dix ans plus tard, en 708, pour se retrouver plus à l'ouest dans la ville de Shouxiang, qui se situe près de l'actuel Xian de Wuyuan.
En 714, l'empereur Tang Xuanzong procède à une réforme administrative du protectorat, qui est divisé en deux entre le protectorat de Chanyu étant séparé de celui d'Anbei. Le siège du Protectorat Général pour Pacifier le Nord/Protectorat de Chanyu est transféré à Yunzhong, tandis que celui d'Anbei se retrouve à Shouxiang, près de l'actuelle ville de Baotou.
En 749, le siège du Protectorat de Chanyu est à nouveau déplacé, pour être relocalisé dans la colonie militaire de Hengsai, près de l'actuelle Bannière centrale d'Urad; mais comme la production agricole locale est insuffisante pour nourrir tous les soldats, le protecteur général Guo Ziyi décide de réinstaller l'armée près de l'actuelle Bannière avant d'Urad en 755.
En 755-756, lorsque débute la révolte d'An Lushan, les troupes des protectorats de Chanyu et d'Anbei sont rapatriées au sud de la grande muraille par l'empereur Xuanzong, pour participer à la lutte contre les rebelles. De plus, en raison du tabou lié au nom d'An Lushan, le protectorat d'Anbei est renommé protectorat de Zhenbei en 757, ce qui signifie "Protectorat Général pour Mater/Mettre au pas le Nord". Durant les combats entre les loyalistes Tang et les rebelles, l'emprise de la Chine sur la région recule inexorablement. C'est ainsi qu'en 758, le Jiedushi Zhenwu décide de changer le nom de l'armée Hengsai en armée Tiande, pour bien marquer le fait qu'il contrôle personnellement ces troupes et ce, sans que le pouvoir central des Tang soit en mesure de s'y opposer,. Lorsque cette révolte est finalement écrasée en 763, les deux protectorats ont perdu toute autorité réelle sur la région et ne survivent que nominalement, car dans les faits, ce sont les Jiedushi qui contrôlent la région. Face à eux, on trouve les Ouïghours qui, après avoir servi comme mercenaires pour les Tang durant la révolte, tentent de prendre le contrôle des protectorats et finissent par attaquer l'armée Tiande en 840.
En 843, le protectorat de Chanyu est rebaptisé Protectorat d'Anbei.

## Liste des Protecteurs généraux
- Li Suli (李素立) 647-649
- Jiang Jian (姜簡)
- Ren Yaxiang (任雅相)
- Liu Shenli (劉審禮) 661
- Jiang Xie (姜協)
- Zang Shan'an (臧善安)
- Pang Tongfu (龐同福)
- Li Dazhi (李大志) after 672
- Sun Jun (孫俊) 694
- Li Dan, qui règne sous le nom d'empereur Tang Ruizong avant et après avoir occupé ce poste (李旦) 699-702
- Zang Huailiang (臧懷亮)
- Wang Jun (王晙) avant 714
- Li Sizhi (李嗣直)
- Zhang Zhiyun (張知運) vers 716
- Zang Huaike (臧懷恪)
- Zang Xizhuang (臧希莊) 729
- Tian Wan (田琬)
- Li Guangbi (李光弼) 745-746
- Li Wan (李琬) 749
- Guo Ziyi (郭子儀) 749-754
- Li Linfu (李林甫)
- Zang Fangzhi (臧方直)
- Pugu Huai'en (僕固懷恩) 762

## Liste des Jiedushi
- Li Zhongshun (李忠順) 843-845
- Qi Bitong (契苾通) 852-854
- Gao Chenggong (高承恭) 861-863
- Shi Shanyou (石善友) 893-903
- Li Cunjin (李存進) 923

## Voir également
- Protectorat général pour pacifier l'Est
- Protectorat général pour pacifier l'Ouest
- Protectorat de Beiting
- Quatre Garnisons d'Anxi
- Histoire militaire de la Chine
- Rôle du cheval dans la guerre en Asie de l’Est
- Dynastie Tang en Asie centrale

## Pour approfondir
- Ai, Chong. Tangdai Anbei Duhufu Qianxi Kaolun (A Study on the Change of Seats of the Anbei Protectorate During the Tang Dynasty). Journal of Shaanxi Normal University. 2001.4. ISSN 1000-5293.
- Li, Dalong. Youguan Tang Anbei Duhufu De Jige Wenti (On the Several Questions of the Tang Dynasty's Anbei Protectorate). Northern Cultural Relics. 2004.2. ISSN 1001-0483
- Wang, Jilin, "Anbei Duhufu" ("Protectorate General to Pacify the North"). Chinese Encyclopedia (Historiography Edition), 1st ed.
- Zhou, Weiyan, "Duhufu" ("Protectorate"). Encyclopédie de Chine (Chinese History Edition), 1st ed
- Xue, Zongzheng (1992). A History of Turks. Beijing: Chinese Social Sciences Press.  (ISBN 7-5004-0432-8). p. 404-429.
- Pulleyblank, Edwin G (2002). Central Asia and Non-Chinese Peoples of Ancient China. Aldershot: Ashgate Publishing.  (ISBN 0-86078-859-8). II, p. 35-42.